# 张唐卿
張唐卿（1010年—1037年），字希元，山東青州（今山東淄川）人。 
生於宋真宗大中祥符三年（1010年），聰慧好學，早年即以品學兼優聞名。十七歲時以詩文拜謁韓琦。宋仁宗景祐元年（1034年）甲戌科狀元，同榜有楊察、劉牧、黄宠、梁适等。歷任將作監丞、陝州通判，處事幹練，決斷如流。景祐四年（1037年）因父喪，哀毁过甚，感疾呕血而卒。韩琦为其撰墓志铭。张唐卿遗留作品不多，以《s:孝义天齐嬷嬷幢》最著名。